# فرخنده گلوزرد
فرخنده گلوزرد (نام علمی: Iridosornis analis) گونه‌ای از پرندگان تیرهٔ فرخندگان (Thraupidae) است که در کلمبیا، اکوادور و پرو یافت می‌شود. زیستگاه طبیعی آن جنگل‌های کوهستانی نمناک نیمه‌گرمسیری یا گرمسیری است.